# Яловий (притока Мізунки)
Ялови (пол. Jałowy) — гірський потік в Україні, у Долинському районі Івано-Франківської області. Правий доплив Мизунки, (басейн Дністра).

## Опис
Довжина потоку 7 км, найкоротша відстань між витоком і гирлом — 6,60  км, коефіцієнт звивистості потоку — 1,06 . Формується гірськими струмками. Потік тече у гірському масиві Ґорґани.

## Розташування
Бере початок між горою Городище Велике (1370,8 м) та хребтом Розтока (1212,0 м). Тече переважно на північний захід понад горою Кругла (1343,2 м) і на південно-хідній стороні від гори Буковець (1852,0 м) впадає у річку Мизунку, ліву притоку Свічи.